# 梦里人 (专辑)
《夢裡人》是香港歌手陳百強的第十二張粵語大碟，收錄了陳百強的一首著名的自傳式歌曲《我的故事》，講述同行之間不應互相敵視的男聲合唱歌曲《未唱的歌》，輕快而浪漫的Bossa Nova曲風重製曲《夢裡人》，鼓聲及弦樂叫人印象深刻的電視劇主題曲《錯愛》，訴說著難以忘記舊愛的痛苦的《揮不去的你》等名曲。此唱片被廣泛認為是陳百強在DMI期間選曲最出色的唱片之一，封套中陽光下的黑白配色亦獲得不少好評，唱片採用雙封套設計，於1987年8月10日推出。

## 製作背景
《夢裡人》是來自陳百強在1980年所作的《我愛白雲》，由陳海琪填上新詞、杜自持重新編曲，陳百強將它演繹得清新流暢，美不勝收。對比數年前《我愛白雲》的稚嫩純真，《夢裡人》則透出成熟後的優雅，顯出一個歌者音樂與人生的成長過程。
陳百強在1987年的商台梁安琪節目中透露了一些《夢里人》的制作故事：「有一晚我靈感到，就想拿《我愛白云》這首舊歌重新編排過，將它的節奏改成像牙買加Bossa Nova那樣的，我們（杜自持）的靈感是來自Sade的《The Sweetest Taboo》。我想或許能將這顆滄海遺珠重新挖出來。這首歌的音樂編排杜自持應記首功，我很欣賞他的音樂天份，我就跟他商量，如何將這首歌變得完全不同，你聽過后你會以為是一首新歌來的，而我和我公司都覺得這是一首很有潛力和比較有特色的歌。」
陳海琪曾在1998年的新書《海琪的天空》中透露了一些《夢裡人》的故事：
那年，我寫的《夢裡人》里面說到「......空空轉千回，偷偷愛不停......」你唱的時候，曾經問：「你寫自己嗎？好苦呀！小姑娘。」「對不起，我寫的是你。」你一直恐懼青春瞬間即逝，生命何嘗不是？太多的來不及了。
陳海琪在2019年的「藍調時光」專欄中透露陳百強將《夢裡人》原詞中的「消瘦」改成了「清秀」，他說要走便走得瀟灑點。
杜自持在2023年被問及他與陳百強之間印象最深刻的一首歌時如此回答：「我自己最喜歡的是《夢裡人》，他（陳百強）不知道我會將它改成如此輕快的、就是有一點點拉丁的味道，他喜出望外的說「好正喎！」，我看到他開心的程度，因為這首歌是他寫的，所以我會選這首。」
杜自持曾透露《夢裡人》中的吉他由Guillermo Fuego Jr（Do Dong/道東）彈奏。
陳百強在1990年的商台節目中透露了一些《我的故事》的創作故事：「那時候這首歌（《我的故事》）寫得更加困難，因為我的靈感只可以作到上半部，要隔了差不多兩個多月才有機會完成中間的chorus部份，然后我就跟編曲那位Andrew杜自持一齊研究，我很感谢Andrew，給了一個這麼美的編曲給我，使得我對歌曲的投入感更大。以及向雪懷先生，他的歌詞實在是很要命，我還記得他跟我說的話，因為後來他的很多歌词也是很要命的，他說『如果不要你的命，你那会記得我！？』我覺得很好笑！」
王醒陶在2018年的Sooradio「偏偏喜歡陳百強」節目中透露一些《我的故事》的制作故事：「《我的故事》是他（陳百強）作的，一開始我跟Danny一起構思的時候是想做一首『他的歌』，填詞我找了向雪懷先生，在這個過程里面，我、向雪懷和Danny一起溝通，知道了想寫些什麼。編曲那裡呢我們就找了杜自持先生，他也是一個很出色的音樂人，我們特地去了Danny那裡一起研究如何編，然後就決定了一個版本。到向雪懷那份詞回來時，給Danny一看，他表情很有趣的說：『嚇，寫我喎？！真喺寫我喎！』，他一看就知道是自己的故事，他說：『啊，向雪懷！你喺唔係我肚里面嘅嗰條蟲？』這一部分我印象很深刻，編曲那裡杜自持也照著他的意思做了。唱完后，整件事的感覺是很一致的，就是為了一件事而寫了這首歌出來，這首歌我比較喜歡和比較深刻。」
向雪懷在2016年推出的新書《愛在紙上游》中透露了一些《我的故事》的歌詞創作及錄音故事：
一直在遠處欣賞他的才華，直到陳百強加盟由潘迪生和百代唱片合組的DMI唱片公司後才有機會和他合作。當時Danny的監製是陳百強、王醒陶。王醒陶和我認識多年，曾經合作參加亞太流行曲創作大賽 (ABU)，互相了解，但陳百強我卻還没認識。雖則我倆之前從沒見過面，但他對我並不陌生，這是我後來才知道的。
一位我仰慕已久的偶像，一把可以牽動我情緒的聲音，一首我要為他寫的歌，真是百感交集。
他的旋律憂怨得能將人困起來，令人全身軟弱無力得不能走動。他的歌聲讓人依依不捨，依賴得快餓死了也不願離開。
我擔心他落入情緒困擾會越陷越深，甚至深到不能自拔。他是一個不容易妥協和被了解的人。寫《我的故事》時，我嘗試走進他的內心，看他的世界。
這首歌的旋律，主歌部分和副歌部分創作時間相隔七個月。那是經過很艱辛漫長的過程才完成的作品，Danny當然寄以厚望。
錄音那天我約傍晚六時到了百代唱片公司位於又一邨的錄音室。我和Danny一起聊這首歌的創作，也告訴他我希望他怎樣演繹。最後，整份歌詞Danny一個宇也沒有改，結構如此緊密，亦不可能改。
從Danny的心裏，從他的眼中，看到的世界是空洞的。同一個世界，每個人看到的都不一樣，因為我們身處的環境不同，擁有的經歷各異。他一定受過很大的傷害，不能說，亦不可說。
我覺得他每天都是白過的，醒來的時候張開眼睛就毫無感覺地走進了一天，晚上閉上眼睛入睡了就離開了這一日，中間發生的事他都没有留意，更没有興趣。
他曾經是一個熱血青年，滿懷希望。受傷害之後，所有他曾經相信的都變成欺騙他的一派胡言。他對這世界徹底失望。我不知道為什麼這旋律能給我這種感覺。歌詞很快就完成了，自己很滿意，就是怕寫得太坦白 Danny承受不了。
他聽了我對歌詞的解說後，拋下了一句話：「為什麼這樣夭心夭肺？」然後默不作聲的直入了錄音室，戴上耳機，開始錄唱。
Danny很快就錄好，而且很完美。然後他到了控制室，聽了一遍又一遍，突然眼淚一湧而出，泣不成聲。他的心真的痛了，有回到當初的感覺。那不再是人們在幕前看到的陳百強，是真正的自己。及後在電台接受訪問，他也主動提起我們當天在錄音室的對話。
（注：王醒陶和向雪懷曾於1985年第一屆ABU亞太流行曲創作大賽(香港決賽)中合作創作歌曲《最深刻是你》參賽，此曲由王醒陶作曲，向雪懷填詞，歐陽德勛主唱，唯未入三甲，是屆冠軍為夏韶聲的《空凳》。）
向雪懷後來透露《我的故事》的前兩句歌詞「藏著以往故事的臉，走進再走出一天」的靈感是來自英語名句，據考證他所指的可能是前美國總統羅斯福的夫人Eleanor Roosevelt所說過的名句「Many people will walk in and out of your life but only true friends will leave footprints in your heart」。
杜自持後來曾透露：「陳百強讓我幫他編《我的故事》，他唱我聽，我覺得很特別，就是他的故事。他希望我編出來有一種感性的味道，所以我決定不用打鼓的東西，用很輕的東西當弦樂，出來的東西我們都很滿意。」
陳百強在1988年的無線電視「歡樂今宵」節目中曾如此形容《我的故事》：「我對這首我自己作的歌（《我的故事》）有特別的感情，因為它的歌詞差不多已經講了我上半生的故事。」
陳百強曾在1985年受到出道以來最惡劣的謠言的攻擊，一些傳媒毫無根據的描寫他患有絕症甚至離世，為了避開他人的異樣眼光，他曾消失於娛樂圈長達數月之久，甚至一度打算放棄，因此他在灌錄《我的故事》的時候，對歌詞中所描述的一切深有感觸。
陳百強在1987年的商台梁安琪節目中透露了一些《未唱的歌》的概念靈感及制作故事：「《未唱的歌》（的靈感）是來自兩個男歌手井上陽水及玉置浩二合唱的《夏日終結（的和諧）》，我想在我的新碟中嘗試一下這樣的歌，和女子合唱已試過很多次了，我就在想若跟一個男子合唱，該寫些什麼歌詞？要表達些什麼？可以邀請哪位朋友（合唱）以及人家愿不愿意？起初我們都以為兩個人（關正杰）的聲線會很不同，但做出來之後，大家都很開心，我很感謝Michael（關正杰），也感覺很有滿足感，有時候兩人的聲音出來時都分不出誰是誰。我特別喜歡這首歌的旋律，所以我也要感謝徐日勤。」
《夏の終りのハーモニー 》（夏日終結的和諧)，作曲：玉置浩二，作詞：井上陽水）是特別為1986.08.20在東京神宮體育場井上陽水和安全地帶的聯合音樂會「Star Dust Rendez-Vous」作為結尾歌曲而創作的，單曲細碟于1986.09.25發行。安全地帶在1981年初出道時與井上陽水同屬Kitty Records唱片公司，并一度為井上陽水的巡回演唱會擔任伴奏樂隊。安全地帶后來的走紅與兩首玉置浩二（安全地帶主音）作曲、井上陽水作詞的名曲息息相關，分別是1983年的《ワインレッドの心》（酒紅色的心，譚詠麟《酒紅色的心》原曲）和1984年的《戀の予感》（戀之預感，陳百強《冷風中》原曲）。
《未唱的歌》是少有的男聲對唱歌曲中的經典之作。在此曲的音樂錄影帶中，陳百強及關正杰邀請了作曲者徐日勤及作詞者潘源良出鏡拍攝。
此碟中的《細想》亦與玉置浩二相關，是改編自他的另一首名曲《Friend》，發表于1986年。
小美後來透露《揮不去的你》原名叫《忘情酒店》，陳百強錄這首歌時曾悲從中來。
王醒陶在2018年的Sooradio「偏偏喜歡陳百強」節目中透露了一些《錯愛》的制作故事：「《錯愛》是由Nonoy Ocampo編曲的，一個在編弦樂上很有名的菲律賓樂手。我也找了當時亞洲第一鼓手Donald Ashley打鼓，我想出來的效果有一種很剛強的人處理一首很柔情的歌的感覺。所以這首歌里面打鼓的方式是很結實的，不會有什麼花巧的，而Nonoy最拿手的是弦樂編曲，所以在歌曲的minor那一部分的弦樂是很出色的，就是這樣的組合。還有一點就是我們用了真的cymbal（鈸）配合一些電鼓，所以里面的鼓聲有真鼓和電鼓，那時候的電鼓還沒有那麼發達，最後出來的效果相當特別。」
《錯愛》是無線電視劇《錯愛》主題曲，於1987.07.14至08.07播出，全長20集，由李鼎倫執導，主演張兆輝、周海媚、歐陽震華、關禮杰等。故事講述20年代上海一段以三兄弟的手足情為經，一段波折重重、可歌可泣的愛情為緯，編織而成的一個蕩氣回腸的動人故事。
攝影師黃永熹在2023年夏妙然《盼望的缘份──陳百強》一書中如此描述了封套照片的拍攝起源及概念：
我忘記了是在一九八五，還是八六年，那時候給他拍了一輯《號外》的照片。當時Charles（周肅磐，當時《號外》的總編輯，也是陳百強《夢裡人》的美術指導）聯絡我，拍完那輯照片之後，接著選一個日子拍攝《夢裡人》的唱片封套。我和陳百強是由《號外》開始合作的。
陳百強剛買了一輛開篷車，在拍攝《夢裡人》時，就提出了以開篷車作唱片拍攝的概念。
我覺得黑白是很特別的顏色。那天是在中午拍攝，時間是我選的，因為中午太陽猛烈，那些灑下來的光給人感覺很開心、很有活力，而黑白可以令光線的感覺較重。其實那時堅持地游說了很久，是Charles（周肅磐）和唱片公司那邊談的。
黑白照片很純淨，因為沒有顏色的干擾，變相可以更著重地處理構圖、光線、陰影等。
他當天的心情很好。那時我們是在他家樓下拍攝。
黃永熹在2024年「明周」中透露了更多的拍攝細節：「拍陳百強大碟《夢裡人》，我特地挑選正午陽光最大的時候，就在他麥當奴道的家門前拍，讓他倚着車，綻放一個燦爛笑容，陽光襯托了他的笑容，更帶出他的活力形象。」
美術指導周肅磐後來以英文回憶了一些封套照片的拍攝經過，翻譯如下：
我們很幸運，因為一切都是「原創的」。那是他的車和他的阿瑪尼外套，我們不需要做什麼，不像有些美術指導或造型師必須為藝人選擇服裝。丹尼非常友善、隨和，我們在寧靜的寶雲道旁拍攝了這張照片，陽光透過樹葉照射在丹尼身上，投下半明半暗的影子。我們使用了顆粒感較強的400至800的膠卷，為黑白照片增添了更多顆粒感。有趣的是，一週後，丹尼打來電話告訴我，關正傑為他寫了一首歌，想要把它放在他的專輯中。他正在錄音室，能否來幫我們做美術指導。我說：「不行啊，不如叫Sam用一個200長鏡頭，然後你往前走站在前面（左側），而關正傑就站在離你有幾步距離的後面（右側），這樣就有景深了。」就這樣，我們透過電話進行了美術指導，這在他的雙封面中成為了一個很好的插图。
根據唱片及卡帶中的歌曲排列，此專輯的第一首歌應該是由《夢裡人》開始，但在CD版中卻出現AB面編排錯誤，由《我的故事》開始。在CD版中，還特别增加了一首《我的故事》纯音乐。
此唱片推出時，尖沙嘴碼頭海運大廈外牆曾掛起《夢裡人》的巨型海報。

## 迴響
陳百強的《我的故事》是一首極具個人色彩和情感深度的作品，歌詞深刻映照出陳百強在經歷謠言和情緒困擾后的內心世界，自傳式的表達賦予歌曲強烈的情感共鳴與重量。這首歌不僅是他對那段艱難時光的自我療愈與宣泄，更成為許多聽者在人生低谷時找到共鳴的心靈慰藉。
《我的故事》獲得港台流行榜冠軍、入選無線「十大勁歌金曲」第四季季選以及1987年度港台「十大中文金曲」及「最佳编曲」獎。《未唱的歌》則獲得1987年度商台「十大歌曲」及「最佳編曲」獎。而《錯愛》亦入選無線「十大勁歌金曲」第三季季選。
顧嘉煇曾對外稱贊陳百強將《我的故事》唱得絲絲入扣，陳百強聽到後開心不已。
黃凱芹相當欣賞《我的故事》，他曾說：「為何我不自己寫《感受》的歌詞呢，雖然我有這樣的感受？因為那時候有一首陳百強的歌，叫《我的故事》，我覺得那個歌詞真的寫的很好，一絕，恰好寫這首歌詞的人是我的監製向雪懷，所以我就要求他也能寫一首像這樣好的歌給我。」
杜自持後來透露曾有同行不理解《我的故事》看似簡單的編曲居然能獲得年度「最佳編曲」獎，他表示對方未能瞭解當中的學問。
杜自持在2023年如此描述他與陳百強的合拍程度：「我和他都很喜歡聽Michael Jackson和Prince的歌，我們都喜歡那種R＆B的節奏，在聽歌的品味上我們都差不多，所以在做音樂的時候，我們很快就能達成共識，他知道我能做到什麼，我也知道他想要什麼，所以我們挺合拍的，無論做什麼歌，都不會堵住，堵很久的基本上都沒有。」
向雪懷在2017年接受學生劉修炳訪問時曾如此評價陳百強：「他(陳百強)音樂理論的基礎很好，他是音樂的天才，他在音樂領域的天賦和他獨特的聲線嗓音，還有他對音樂那份熾熱而純潔的熱愛，令他成為經得起時間考量、永遠具有無限個人魅力的歌者。」
黃凱芹相當欣賞《夢裡人》，他曾道：「可能因自己都是唱作人，故都喜歡能寫歌的歌手如陳百強。尤其喜歡他《夢裡人》的大碟，編曲很好聽，跟原本的《我愛白雲》又很不一樣。」
馬德鐘在2025年透露了他對《夢裡人》的欣賞：「《夢里人》我覺得很好聽，因為它是重新編過曲的，它這次的編曲風格比較輕快，你聽到之後會覺得很愉快，心情很好的，我覺得它很成功。」
王醒陶在2018年的Sooradio「偏偏喜歡陳百強」節目中表達了《夢裡人》大碟在他心目中的地位：「《夢裡人》大碟是我比較滿意的，這應該是（我有份制作的陳百強）第三張（唱片），有了前兩張的經驗，我跟他合作已經很純熟了，我都不需要再開麥跟他說要怎樣唱，他就已經給到我那個感覺。《夢裡人》里面我覺得每一首歌都很精彩，就好像大家都到了一個高峰的位置那樣。」

## 衍伸
1987.08.03，陳百強及關正杰在的無線「歡樂今宵」節目中合唱《未唱的歌》，他們在歌曲的開篇處為此曲配上了一段獨白：
關正傑：「很多人為了追求名與利，每天都戴著不同的假面具，以虛偽的面孔示人，令自己被封鎖在一個痛苦的人生裏面。」
陳百強：「所以我和Michael就希望以我們合唱的一首歌，來感染這些自我封鎖的人，令他們參透人生的意義，從而得到解脫。」

## 曲目
| 曲序     | 曲目                             |          | 作曲                    | 编曲                 | 备注 | 时长  |
| -------- | -------------------------------- | -------- | ----------------------- | -------------------- | --- | ----- |
| 1.       | 夢裡人                           | 陳海琪   | 陳百強                  | 杜自持               | 第三主打 改編自陳百強的《我愛白雲》，收錄於《幾分鐘的約會》專輯。                                                     | 4:14  |
| 2.       | 未唱的歌（陳百強·關正杰合唱）    | 潘源良   | 徐日勤                  | 徐日勤               | 第二主打 創作靈感來自井上陽水與安全地帶合唱的《夏の終りのハーモニー 》(夏日終結的和諧)                                | 5:02  |
| 3.       | 錯愛（無線電視劇《錯愛》主題曲） | 薛志雄   | 王醒陶                  | Nonoy Ocampo         | 第一主打 電視劇《錯愛》于1987.07.14至08.07播出                                                                        | 4:34  |
| 4.       | 我想你                           | 盧永強   | 馮添枝                  | Alexander De La Cruz | | 3:48  |
| 5.       | 揮不去的你                       | 小美     | 徐日勤                  | 徐日勤               | | 4:28  |
| 6.       | 我的故事                         | 向雪懷   | 陳百強                  | 杜自持               | 第四主打 陳百強透露這首歌寫的就是他的心聲，灌錄時曾一度落淚。                                                         | 4:18  |
| 7.       | 水手物語                         | 文井一   | 林敏怡                  | 林敏怡               | 有指文井一的真名是著名編劇勞文生，「井一」乃「生」字拆開而成。                                                        | 4:09  |
| 8.       | 地下裁判團                       | 林振強   | Chris Lowe Neil Tennant | 杜自持               | 第五主打 改編自Pet Shop Boys的《It's a Sin》                                                                          | 4:52  |
| 9.       | 細想                             | 向雪懷   | 玉置浩二                | 杜自持               | 改編自安全地帶的《Friend》 同曲異詞有張學友的《沉默的眼睛》及順子的《Dear Friend》（國語）                            | 4:14  |
| 10.      | 求求你                           | 陳嘉國   | 崎谷健次郎              | Alexander De La Cruz | 改編自崎谷健次郎的《思いがけないSituation》(意想不到的狀況)，是1987年日本電影《いとしのエリー》（親愛的艾莉）主題曲。 | 4:20  |
| 11.      | 我的故事 (音樂)                  | —        | 陳百強                  | 杜自持               | 只收錄於CD當中 | 3:45  |
| 总时长： | 总时长：                         | 总时长： | 总时长：                | 总时长：             | 总时长： | 47:44 |

## 感言
陳百強在唱片中寫下了這一篇感言：

人生很多時都是不停地在追求和尋找，但希望得到的東西，往往可能得不到。我覺得世界根本就是如此，只要我們能領略到努力所得到的果實和感覺，那麼在這匆匆的人生底旅程中，已該感到快樂和滿足了。

我非常高興，這一次灌錄新歌，得到多位朋友的支持，使這大碟能順利完成。我熱愛這張唱片，因為它包含了我和很多朋友的感情。真誠的感謝，代表了我對他們的一份心意。

徐日勤先生所作的《未唱的歌》，使我能有機會和另一位朋友分享音樂的感性。更要在此多謝關正杰先生、亞勤。

還有Andrew杜自持，他為我編了兩首自己的歌曲《我的故事》和《夢里人》，也不知如何形容我此刻的感受。謝謝敏怡所做的《水手物語》，我想：一切也盡在不言中!!

向雪懷先生為我填了《我的故事》，相信沒有人比他更能了解我的心境：「時候對我繼續欺騙，總會等到新一天。」多謝你啟發了我。

此外，潘源良先生為《未唱的歌》填了這麼好的歌詞。二男聲合唱，實在是很難填寫的！我也對王醒陶深表謝意，一份濃濃的友情使得艱辛的工作變得順利。

小美，謝謝你為我寫的詞，我深深覺得您我都是性情中人。真的希望有一個人可以令我揮不去，不管是快樂或痛苦。

海琪，《夢裡人》是我自己在這唱片中的一個大膽嘗試.我深深相信只有你這個「女子」才能將一個夢裡人的飄忽和冷傲，在歌詞中表達得那麼透徹。

Also thanks to Mr. Nonoy Ocampo，Alexander De La Cruz，文井一，陳嘉國先生，and of course，last but not the least，林振強先生，我還在等待一首「好得意」的詞，好似你「咁得意」。

謝謝為這唱片混音的亞德，希望我們再有機會合作。

亞Sam，亞Charles，so much thanks to your time and patience，我真的好鍾意D相，令我覺得自己似乎「正」咗好多?

## 製作人員
- 監制：陳百強、王醒陶
- 混音：亞德等
- 錄音室：EMI Studio等
- 摄影：黃永熹Sam Wong
- 拍攝開篷車：奔馳Mercedes-Benz 500 SL（隸屬R107家族），乃陳百強座駕。
- 美術顧問：周肅磐Charles Chau
- 策劃：葉鏡球

## 派台成績
| 歌曲     | 港台 中文歌曲龍虎榜 | 無線 勁歌金榜 |
| -------- | ------------------- | ------------- |
| 錯愛     | -                   | 6             |
| 夢里人   | -                   | 7             |
| 未唱的歌 | 1▲                  | 2             |
| 我的故事 | 1●                  | 1             |

▲1987年第35周

●1987年第46周

## 獎項
- 1987年度十大中文金曲頒獎典禮

- 「十大中文金曲」：《我的故事》
- 「十大中文金曲最佳編曲」：《我的故事》/杜自持

- 1987年度十大勁歌金曲頒獎典禮

- 「十大勁歌金曲第三季季選」：《錯愛》
- 「十大勁歌金曲第四季季選」：《我的故事》

- 1987年度中文歌曲擂台獎頒獎禮

- 「最佳歌曲奖(十大)」：《未唱的歌》
- 「最佳编曲」：《未唱的歌》/徐日勤

- 1987年度香港金唱片頒獎典禮

- 「白金唱片」：《夢裡人》專輯

## 另見
- 歌曲《我的故事》